# Wasatornet
Förvaltnings AB Wasatornet är det gemensamma ägarföretaget för familjen Gustaf Douglas. Det ägs av egna företag som ägs av respektive Gustaf Douglas (42 %), hans söner Carl och Eric Douglas (24 % vardera) samt hans hustru Elisabeth Douglas (10 %). Företaget hade 2013 ett resultat på 782 miljoner kronor.
Förvaltnings AB Wasatornet (556039-6219) var (2011), med 37,8 procent av rösterna och 16 procent av kapitalet, största ägare i investmentbolaget Latour. 
Wasatornet Holding AB (556548-2709), med samma ägargrupp som förvaltningsbolaget, hade 2013 ett resultat på 134 miljoner kronor.
Wasatornet äger också en tredjedel av Wasatornet Invest (556237-8167), i vilket övriga delägare är Mats Hanzon (född 1946) och Fredrik Palmstierna (född 1946).